# Phrynoidis

Phrynoidis es un género de anfibios anuros de la familia Bufonidae. Algunos autores consideran que es un subgénero de Bufo.

## Distribución
Las dos especies de este género son endémicas del Sudeste Asiático: Malasia, Tailandia, Brunéi e Indonesia.

## Lista deespecies
Se reconocen las siguientes según ASW:
- Phrynoidis asper  (Gravenhorst, 1829)
- Phrynoidis juxtaspera  (Inger, 1964)

## Publicación original
- Fitzinger, 1843 : Systema Reptilium, fasciculus primus, Amblyglossae. Braumüller et Seidel, Wien, p. 1-106 (texto íntegro).